# 北川昌弘
北川 昌弘（きたがわ まさひろ、1957年9月24日 - ）は、日本の女性アイドル研究家。通称マンボウ北川。
執筆活動やメディアへ出演する傍ら、『T.P.Mランキング』 の資料収集のため、芸能イベント （記者会見、制作発表、発売記念イベント、試写会など）での取材活動を行っている。

## 略歴
北海道生まれ。成蹊大学卒業。
1985年『T.P.ランキング』を作成。
1988年オフィスK21にて『NIPPONアイドル探偵団』を宝島社から出版。書籍版では2004年まで続ける。
1991年 - 1992年オーディション番組『ゴールド・ラッシュ!』（フジテレビジョン）の審査員。1996年 - 1998年『ザテレビジョン』ドラマアカデミー賞審査員。2013年現在も審査員を務める。『TVぴあ』TVぴあドラマ大賞審査員。
1999年オフィスK21を離れ、T.P.M.設立に参加。
2006年T.P.M.を退社してフリーとなる。『Invitation AWARDS 2006』審査委員。

## 共著書
- 『NIPPONアイドル探偵団』
- 『愛しの女優パラダイス―101人のドラマヒロイン』JICC出版局、1990年
- 『TVドラマ女優名鑑』
- 『CMアイドル名鑑』
- 『山口百恵→AKB48 ア・イ・ド・ル論』宝島社新書、2013年

## 出演番組
- アイドル“独断と偏見”情報局（エンタ!371・Pigoo HD） 2003年 -
- トゥナイト2

### インターネットアイドル情報サイト
- 2006年「アイトピックス」“ムービーニュース”（アンサンブル）

### ケータイサイト
- 2006年「e-FRIDAY」（講談社）“マンボウ北川のアイドル追っかけレポート”
- 「日刊アイドルニュース」（シーライツ・T.P.M.）

## 雑誌
- 『月刊少年チャンピオン』（秋田書店）“美少女通信”
- 『スコラ』（スコラマガジン）“ランキング×ランキング”
- 『ヤングチャンピオン』（秋田書店）“旬感少女”7
- 『週刊ファミ通』（エンターブレイン）“Pick Up Girl”不定期掲載